# The Rolling Stones European Tour 1967
Dwudziesta trzecia w historii i ostatnia z udziałem Briana Jonesa trasa koncertowa grupy The Rolling Stones. Zespół promował album Between the Buttons oraz single „Let’s Spend the Night Together” oraz „Ruby Tuesday”.

## Występ w Warszawie
Jedyne koncerty w bloku wschodnim w ramach tej trasy The Rolling Stones odbyły się w Sali Kongresowej Pałacu Kultury i Nauki w Warszawie. Bilety były rozprowadzane poza normalną siecią sprzedaży, co ponoć wprawiło zespół w osłupienie. Występ w Warszawie sfilmowała Polska Kronika Filmowa. Z tym występem wiąże się niezliczona liczba faktów i mitów. Zespół jako wypłatę miał otrzymać... dwa wagony wódki! Wszystko z powodu niewymienialności złotówek w ówczesnym czasie. Co więcej liczbę widzów podczas koncertów w Sali Kongresowej szacuje  się na 5000 ludzi (oficjalna pojemność sali: 2500). Podczas próby dźwięku Brian Jones spalił kabel. Grupa ratowała się miejscowym sprzętem. Zbawcą okazał się klawiszowiec Czerwono-Czarnych Ryszard Poznakowski. W przerwie pomiędzy koncertami i w czasie ich trwania dochodziło do zamieszek na zewnątrz Pałacu Kultury. Tysiące ludzi próbowało sforsować wejście, a Milicja Obywatelska wykorzystała oddział konny oraz wozy opancerzone z karabinami maszynowymi na wieżyczkach, gaz łzawiący i armatki wodne. Zespół był tak zbulwersowany tym, co opowiedział ich management obserwujący zamieszki, że po koncercie muzycy zabrali z hotelu kilka kartonów płyt i, gdy tylko widzieli na ulicy grupy młodych ludzi, zwalniali i rzucali im cenne winyle. Rozdali w ten sposób około 100 płyt. Sowieccy oficjele będący w Pałacu Kultury nie byli zadowoleni z występu i musiało minąć sporo czasu nim Stonesi zawitali ponownie do Europy Wschodniej.

Sądzili że show było tak okropne, tak dekadenckie, że powiedzieli, że to nigdy nie wydarzy się w Moskwie

## The Rolling Stones
- Mick Jagger – wokal, harmonijka
- Keith Richards – gitara, wokal wspierający
- Brian Jones – gitara, harmonijka, wokal wspierający
- Bill Wyman – gitara basowa, wokal wspierający
- Charlie Watts – perkusja, instrumenty perkusyjne

## Program koncertów
1. „The Last Time”
2. „Paint It, Black”
3. „19th Nervous Breakdown”
4. „Lady Jane”
5. „Get Off of My Cloud”
6. „Yesterday’s Papers”
7. „Ruby Tuesday”
8. „Let’s Spend the Night Together”
9. „Goin’ Home”
10. „(I Can’t Get No) Satisfaction”

## Lista koncertów
| Data                        | Miasto      | Kraj             | Miejsce                                |
| --------------------------- | ----------- | ---------------- | -------------------------------------- |
| 25 marca 1967 2 koncerty    | Helsingborg | Szwecja          | Idrottens Hus                          |
| 27 marca 1967 2 koncerty    | Örebro      | Szwecja          | Vinterstadium                          |
| 29 marca 1967 2 koncerty    | Brema       | RFN              | Stadthalle                             |
| 30 marca 1967 2 koncerty    | Kolonia     | RFN              | Sporthalle                             |
| 31 marca 1967               | Dortmund    | RFN              | Westfalenhalle                         |
| 1 kwietnia 1967 2 koncerty  | Hamburg     | RFN              | Ernst-Merck-Halle                      |
| 2 kwietnia 1967 2 koncerty  | Wiedeń      | Austria          | Stadthalle                             |
| 5 kwietnia 1967 2 koncerty  | Bolonia     | Włochy           | Palazzo Dello Sport                    |
| 6 kwietnia 1967 2 koncerty  | Rzym        | Włochy           | Palazzo dello Sport                    |
| 8 kwietnia 1967 2 koncerty  | Mediolan    | Włochy           | Palalido Palazzo Dello Sport           |
| 9 kwietnia 1967 2 koncerty  | Genua       | Włochy           | Palazzo Dello Sport                    |
| 11 kwietnia 1967 2 koncerty | Paryż       | Francja          | Olympia                                |
| 13 kwietnia 1967 2 koncerty | Warszawa    | Polska           | Sala Kongresowa, Pałac Kultury i Nauki |
| 14 kwietnia 1967            | Zurych      | Szwajcaria       | Hallenstadion                          |
| 15 kwietnia 1967            | Haga        | Holandia         | Houtrusthal                            |
| 17 kwietnia 1967            | Ateny       | Królestwo Grecji | Stadion im. Apostolosa Nikolaidisa     |